# Marywil

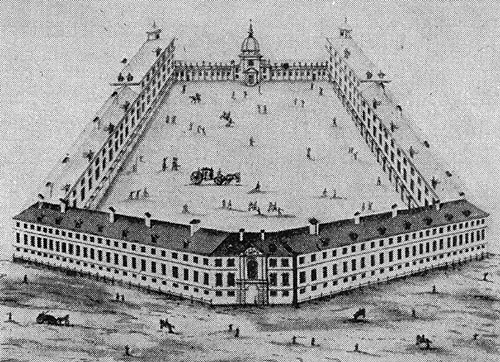
Blick auf das großzügige Ensemble vom Norden nach einem Stich von J.J. Feyge von 1733

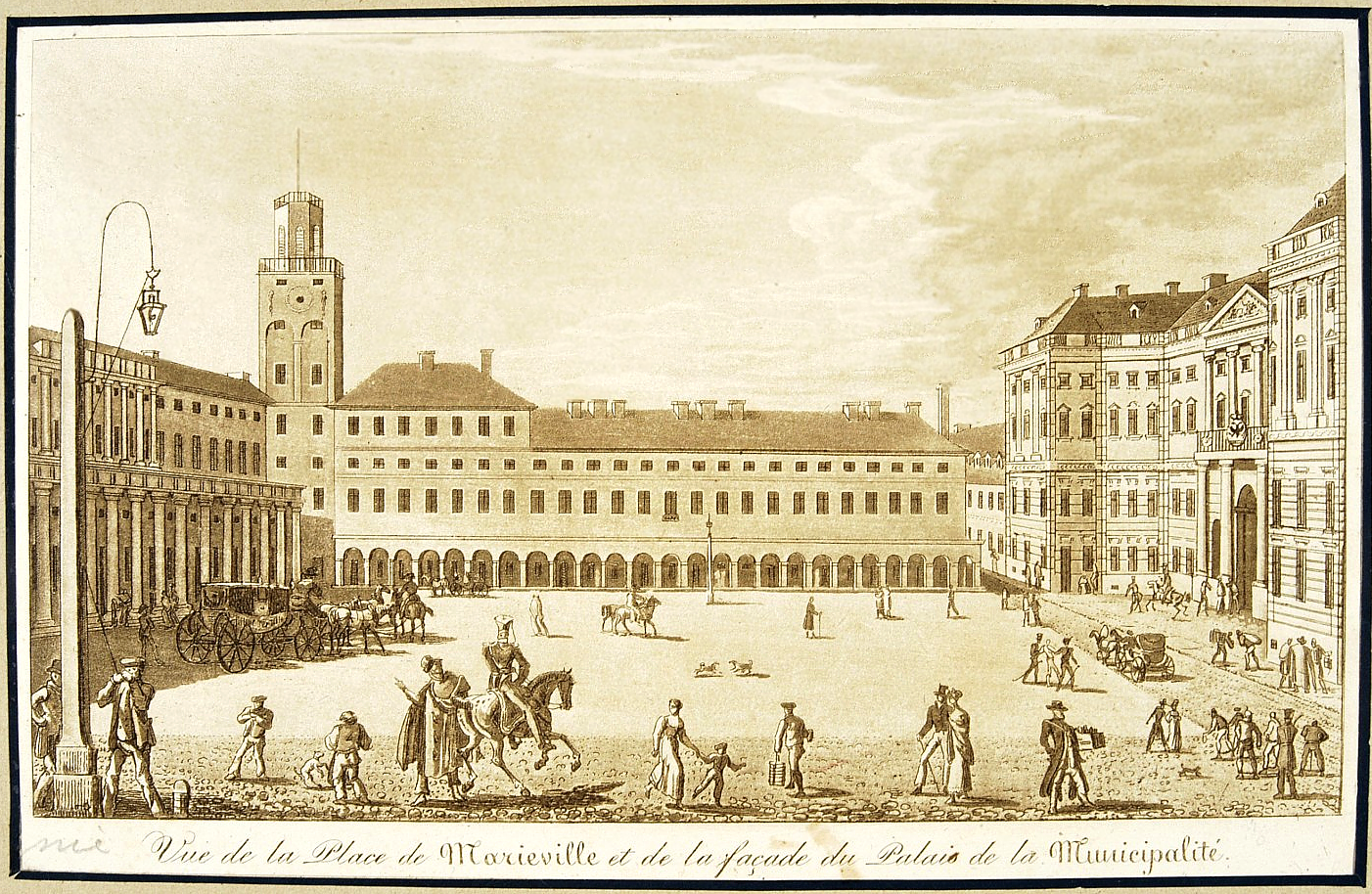
Ansicht von Marywil etwa um 1820 nach Fryderyk Dietrich (1779–1847). Blick auf die Ostflanke des Komplexes, rechts befindet sich der Jabłonowski-Palast, links das „Haus der Säulen“ (Dom pod Kolumnami)

Der Gebäudekomplex Marywil war ein Handelszentrum im historischen Warschau. Es gehörte zu den größten und modernsten europäischen Handelsplätzen des 17. und 18. Jahrhunderts. Im 19. Jahrhundert abgerissen, befindet sich heute an seiner Stelle der Warschauer Theaterplatz (Plac Teatralny) und das Teatr Wielki (Innenstadtdistrikt).

## Geschichte
Die barocke Anlage entstand nach einem Entwurf von Tylman van Gameren zwischen 1692 und 1697. Bauherrin war die Königin Maria Kazimiera, Ehefrau von Johann III. Sobieski, die hier einen zentralen Handelsplatz mit verschiedenen angegliederten Betrieben errichten ließ. Nach ihr (sie war Französin) wurde der Komplex zunächst als „Ville de Marie“ (Ort oder Stadt der Marie) benannt, was später zu „Marywil“ polonisiert wurde. Die Anlage widmete sie der Erinnerung des Sieges ihres Mannes über die Türken in der Schlacht bei Wien (1683).
Die Architektur der fünfeckigen Anlage wurde vom Place des Vosges and Place Dauphine in Paris beeinflusst. Der Gebäudekomplex enthielt neben den Geschäften und Lagerräumen der Kaufleute auch Unterkünfte und Restaurants. Auf dem Innenhof wurden Märkte abgehalten. Am Südende befand sich eine Kapelle zur Heiligen Mutter des Sieges mit einem beidseitigen Arkadengang. In der Anlage befanden sich auch Räumlichkeiten der königlichen Familie.
Im Jahr 1738 erwarb die Załuski-Familie den Komplex. Józef Andrzej Załuski richtete hier – zu Beginn – seine Załuski-Bibliothek ein. 1744 ließ Antonina Zamoyska die von ihr erworbene Anlage in ein Kloster umwandeln. 1807 entstanden vier Gebäude im Innenhof. Im Jahr 1810 wurde an der Ostseite ein Flügel angebaut, der „Dom pod Kolumnami“ oder auch „Dom Jarmarczny“ (deutsch: Kirmeshaus) genannt wurde. Zwischen 1817 und 1821 erneuerte Chrystian Piotr Aigner die zum Platz liegenden Ostflanke und fügte einen siebengeschossigen Glockenturm mit krönender Gloriette und Uhr an. Im Jahr 1819 wurde das Kloster ausgelagert; die Anlage wurde nun zu Wohnzwecken genutzt. Ab 1825 (bis 1833) wurde sie abgetragen, um eine Neugestaltung des Platzes, der bis 1840 den Namen Marywil-Platz (Plac Marywilski) trug, und den Bau des Teatr Wielki zu ermöglichen.